# At Midnight (film 1913 Williams)
At Midnight è un cortometraggio muto del 1913 diretto da C. Jay Williams. Sceneggiato da Mark Swan, aveva come interpreti Alice Washburn, Edward Boulden, William Wadsworth, Mrs. C. Jay Williams.

## Produzione
Il film fu prodotto dalla Edison Company.

## Distribuzione
Distribuito dalla General Film Company, il film - un cortometraggio di 180 metri - uscì nelle sale cinematografiche statunitensi il 23 luglio 1913. Nelle proiezioni, veniva programmato con il sistema dello split reel, accorpato in un'unica bobina con un altro cortometraggio prodotto dalla Edison, il documentario A Knife of Fire.